# 2634 James Bradley
2634 James Bradley (1982 DL) là một tiểu hành tinh nằm phía ngoài của vành đai chính được phát hiện ngày 21 tháng 2 năm 1982 bởi E. Bowell ở Flagstaff (AM).
Nó được đặt theo tên của James Bradley, nhà thiên văn học hoàng gia Anh Royal năm 1742.